# 弗拉基米爾·克拉姆尼克
弗拉基米尔·鲍里索维奇·克拉姆尼克（羅馬化：Vladimir Borisovich Kramnik；1975年6月25日—），俄罗斯国际象棋特级大师，2000年至2007年间是世界冠军。
2000年，克拉姆尼克以8.5-6.5击败加里·卡斯帕罗夫成为世界冠军；2004年与挑战者莱科·彼得7-7战平，成功卫冕。2006年，在与国际棋联世界冠军托帕洛夫进行的十二番棋较量中获胜，夺得13年来首个没有争议的世界冠军。2007年，印度的维斯瓦纳坦·阿南德在新的世界冠軍賽制度下於循環賽中奪冠，令克拉姆尼克失去世界冠军的称号。
雖然2007年新世界冠軍賽制未能獲勝，克拉姆尼克失去了頭銜，不過國際棋聯給予克拉姆尼克挑戰维斯瓦纳坦·阿南德的機會。該比賽於2008年的德國波昂舉行，賽制為12局對局，之中一方將需要贏得6.5分來確保頭銜，若是比分6比6而和局時，將會由一系列的快棋賽決勝，若無法勝負，將訴諸超快棋賽制，設仍無法勝負，將由末日賽制 （页面存档备份，存于）來決勝。不過此些擔憂並無成真，克拉姆尼克終以4.5比6.5敗於维斯瓦纳坦·阿南德，使得後者成為第15屆無庸置疑的世界冠軍。
2019年1月29日，在維克安澤西洋棋大賽結束後，克拉姆尼克宣布於古典棋賽退休。